# Au cœur de la nuit (film)
Pour les articles homonymes, voir Au cœur de la nuit et Dead of Night.
Pour plus de détails, voir Fiche technique et Distribution.
Au cœur de la nuit (Dead of Night) est un film britannique fantastique, à sketches, réalisé par Alberto Cavalcanti, Charles Crichton, Basil Dearden et Robert Hamer, sorti en 1945.

## Synopsis
Le film se compose de cinq récits, reliés entre eux par des « sketches (scènes) de liaison ».
1. Le « sketch de liaison » (Linking Narrative) réalisé par Basil Dearden, d'après une histoire d'E.F. Benson : 
Le film commence par l'arrivée de l'architecte Walter Craig (Johns) dans un cottage anglais sur l'invitation du propriétaire de celui-ci, Elliot Foley, qui souhaiterait faire des travaux d'aménagement. Plusieurs personnes se trouvent réunies dans la maison et Craig, en entrant, a l'étrange sensation de les avoir déjà vues ensemble dans un rêve récurrent mais dont il ne se souvient que de façon diffuse. Au grand étonnement des invités, il fait allusion à certains incidents avant même qu'ils ne surviennent dans la maison. Un psychiatre, présent parmi les invités, reste sceptique. Quatre parmi les personnes présentes se mettent alors à tour de rôle à raconter une histoire étrange dont elles ont fait l'expérience ou dont on leur a parlé. Un cinquième récit sera raconté par le psychiatre lui-même.(chaque séquence commence par un flash-back, retour en arrière)
2. Le Cocher de corbillard (Hearse Driver), réalisé par Basil Dearden, d'après une histoire d'E.F Benson :
Un pilote de course qui a de peu échappé à la mort après un accident survenu sur un circuit a une nuit la vision d'un corbillard. Cette vision va lui sauver une nouvelle fois la vie.
3. La Fête de Noël[1] (Christmas Party), réalisé par Alberto Cavalcanti, d'après une histoire d'Angus MacPhail :
La jeune Sally O'Hara raconte à son tour une expérience surnaturelle qu'elle a vécue. Une fête d'enfants est organisée à l'occasion de Noël dans une demeure ancienne. Elle et Jimmy, un garçon plus âgé, sont chargés de la garde des enfants, mais ils commencent tous les deux à jouer à cache-cache dans les couloirs sans fin de la maison. Le garçon raconte que celle-ci est hantée par une femme qui tua jadis son frère. Les deux jeunes gens se chamaillent, c'est alors que la jeune fille se retrouve seule ; elle pénètre dans une chambre à coucher dans laquelle des sanglots se font entendre.
4. Le Miroir hanté (The Haunted Mirror), réalisé par Robert Hamer, d'après une histoire de John Baines :
Joan offre à Peter Cortland, l'homme qu'elle s'apprête à épouser, un miroir ancien. Celui-ci est fixé au mur de la chambre à coucher mais, au bout d'un certain temps, Peter, quand il regarde dans le miroir, constate qu'il s'y voit dans une pièce qui est complètement différente de celle où il se trouve réellement.
5. La Partie de golf[2] (Golfing Story), réalisé par Charles Crichton, d'après une histoire de H. G. Wells :
Deux amis, George et Larry, sont épris de la même femme et décident de faire de celle-ci l'enjeu d'une partie de golf et celui qui perdra devra disparaître. Le perdant est si désappointé qu'il part se noyer dans un étang. Son fantôme réapparaît bientôt.
6. Le Mannequin du ventriloque (The Ventriloquist's Dummy), réalisé par Alberto Cavalcanti, d'après une histoire de John Baines :
L'histoire de Maxwell Frere (Michael Redgrave), un ventriloque déséquilibré qui croit que sa poupée dénuée de morale est réellement vivante.

On revient alors à l'épisode de liaison, avec l'architecte et les autres invités, auquel est donnée une conclusion inattendue.

## Fiche technique
- Titre : Au cœur de la nuit
- Titre original : Dead of Night
- Réalisation : Alberto Cavalcanti, Charles Crichton, Basil Dearden et Robert Hamer
- Scénario : John Baines et Angus MacPhail, dialogues additionnels de T.E.B. Clarke
- Images : Jack Parker, Stanley Pavey et Douglas Slocombe
- Musique : Georges Auric
- Production : Michael Balcon, Sidney Cole et John Croydon, pour les studios Ealing
- Montage : Charles Hasse
- Décors : Michael Relph
- Costumes : Marion Horn et Bianca Mosca
- Pays d'origine : Royaume-Uni
- Format : Noir et blanc - 1,37:1 - mono
- Genre : horreur, fantastique, film à sketches
- Durée : 102 minutes
- Dates de sortie :
  - septembre 1945  Royaume-Uni
  - 8 mai 1946  France
  - 2 juin 1946  Allemagne
  - 28 juin 1946  États-Unis
  - 16 avril 2003  France (resortie)

## Distribution
1. Le « sketch de liaison » :
  - Mervyn Johns (VF : Henri Crémieux) : Walter Craig
  - Roland Culver (VF : Maurice Dorléac) : Eliot Foley
  - Mary Merrall : Mrs Foley
  - Frederick Valk (en) : Dr. Van Straaten
  - Anthony Baird : Hugh Grainger
  - Judy Kelly (VF : Claire Guibert) : Joyce Grainger
  - Googie Withers : Joan Cortland
  - Sally Ann Howes : Sally O'Hara
  - Barbara Leake : Mrs O'Hara
  - Renee Gadd (en) : Mrs. Craig
  - Miles Malleson (VF : Alfred Argus) : le geôlier
2. Le Cocher de corbillard :
  - Anthony Baird : Hugh Grainger
  - Judy Kelly (VF : Claire Guibert) : Joyce Grainger
  - Robert Wyndham : Dr Albury
  - Miles Malleson (VF : Alfred Argus) : le chauffeur du corbillard / le chauffeur du bus
3. La Fête de Noël :
  - Sally Ann Howes : Sally O'Hara
  - Michael Allan : Jimmy Watson
4. Le Miroir hanté :
  - Googie Withers : Joan Cortland
  - Ralph Michael : Peter Cortland
  - Esme Percy (VF : Émile Drain) : Mr Rutherford, l'antiquaire
5. La Partie de golf :
  - Basil Radford (VF : André Valmy) : George Parratt
  - Naunton Wayne : Larry Potter
  - Peggy Bryan (VF : Claude Daltys) : Mary Lee
6. Le Mannequin du ventriloque :
  - Michael Redgrave (VF : Jacques Erwin) : Maxwell Frere
  - Hartley Power : Sylvester Kee
  - Elisabeth Welch : Beulah
  - Frederick Valk : Dr. Van Straaten
  - Allan Jeayes (VF : Henry Darbrey) : Maurice Olcott
  - Magda Kun : Mitzi
  - Garry Marsh : Harry Parker

## Postérité
Au cœur de la nuit est tout à fait particulier dans la production cinématographique britannique des années 1940, où peu de films du genre furent produits, à cause de la censure pendant le conflit mondial. Le film eut un succès considérable et son influence sur les films d'horreur made in Britain fut énorme, plus particulièrement sur les films à sketches produits par Amicus dans les années 1960 et au début des années 1970, parmi lesquels :
- Le Train des épouvantes (Dr. Terror's House of Horrors) de Freddie Francis réalisé en 1965,
- La Maison qui tue (The House That Dripped Blood) de Peter Duffell en 1966,
- Histoires d'outre-tombe (Tales from the Crypt) de Freddie Francis et Asylum de Roy Ward Baker de 1972
- Le Sixième continent (The Land That Time Forgot) de Kevin Connor datant de 1975.

Les deux séquences écrites par John Baines furent recyclées pour des films ultérieurs. Celle de la poupée possédée du ventriloque fut adaptée dans un épisode d'une série radiophonique de la CBS, Escape. Elle fut également utilisée par deux fois dans la série télévisée américaine La Quatrième Dimension (The Twilight Zone), qu’Au cœur de la nuit anticipe comme d'autres séries du même genre ; elle sert en outre de base au scénario du film de Richard Attenborough, Magic (1978), scénario écrit par William Goldman.

### Vidéographie
- Zone 2 : Au cœur de la nuit, Canal+ Vidéo, coll. « Cinéma de quartier », (2001)  (EAN 3-339161-277615) — Édition comprenant une présentation du film par Jean-Pierre Dionnet et un entretien avec Philippe Haudiquet.
- (fr) Au cœur de la nuit sur DeVilDead
- (fr) Au cœur de la nuit sur DvdClassik